# Acta Borussica
Les Acta Borussica (latin : rapports/protocoles/actes prussiens) sont un recueil de sources sur l'histoire de la Prusse. De nombreux volumes sont parus depuis 1887, et une nouvelle série d'Acta Borussica existe depuis 1994.

## Constitution et organisation
Au printemps 1887, des membres de l'Académie royale des sciences (plus tard: prussienne) soumettent une demande à la classe philosophique et historique pour publier un ouvrage complet sur l'État prussien. Cette demande est approuvée et les travaux sur l'Acta Borussica commencent.
D'une part, les Acta Borussica sont destinées à compléter la correspondance politique de Frédéric le Grand et, d'autre part, à enregistrer le développement de l'État prussien. L'histoire des sciences de plus en plus importante a également une influence sur le fait qu'un ouvrage aussi complet a été écrit.
Initialement, l'Acta Borussica doit être financée uniquement par l'Académie royale des sciences, mais bientôt une demande de subventions de l'État est déposée.

## Contenu
Les Acta Borussica s'étendent sur de nombreux domaines étatiques et économiques tels que l'administration des douanes et de l'accise, le système tarifaire, la politique commerciale des céréales, l'administration des magazines de guerre, l'organisation de l'administration de l'État, l'administration de la monnaie, la police, la circulation, les routes, les canaux et le réseau d'eau, le commerce, la ville. système et industrie de la soie. En raison de leur grande taille, les descriptions n'impriment souvent pas le libellé exact, mais des efforts sont néanmoins faits pour présenter les faits pertinents de la manière la plus objective et scientifique possible.
En outre, les procès-verbaux contiennent un registre détaillé des personnes avec des informations biographiques sur les personnes impliquées dans les réunions et les décisions.

## Nouvelle série
Depuis 1994, l'Académie des sciences de Berlin-Brandebourg perpétue l'ancienne tradition. Le premier projet réalisé dans ce cadre est la publication des registres des archives du ministère d'État prussien (de) depuis 1817. Ce faisant, l'académie s'est appuyée sur les travaux préliminaires d'historiens de la RDA, qui ont déjà traité de manière intensive les dossiers d'État prussiens avant 1989. Dans les années qui suivent la réunification, entre 1994 et 2003, « Les Protocoles du ministère d'État prussien (1817-1934/38) » sont créés en 12 volumes de documents. En tant que source centrale de la politique prussienne aux 19e et 20e Au début du XXe siècle, plus de 5 200 procès-verbaux de réunions sont scientifiquement répertoriés.

## Ouvrages associés
- Académie royale des sciences (éd. ): Acta Borussica. Monuments de l'administration de l'État prussien au XVIIIe siècle (38 vol. ). Berlin 1892 À partir de
  - L'organisation des pouvoirs et l'administration générale de l'État de Prusse au XVIIIe siècle.
  - Les différents domaines de l'administration
    - Politique commerciale des céréales.
    - La monnaie prussienne au XVIIIe siècle.
    - Politique commerciale, douanière et accise.
    - industrie de la soie.
    - L'industrie de la laine en Prusse sous Friedrich Wilhelm je